# Bar (Adelsgeschlecht)

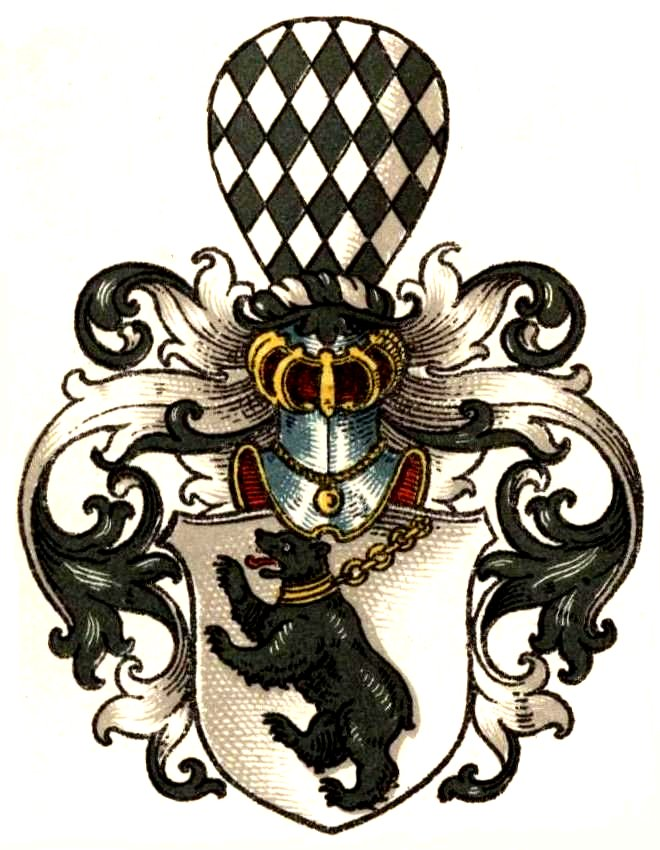
Älteres Wappen derer von Bar

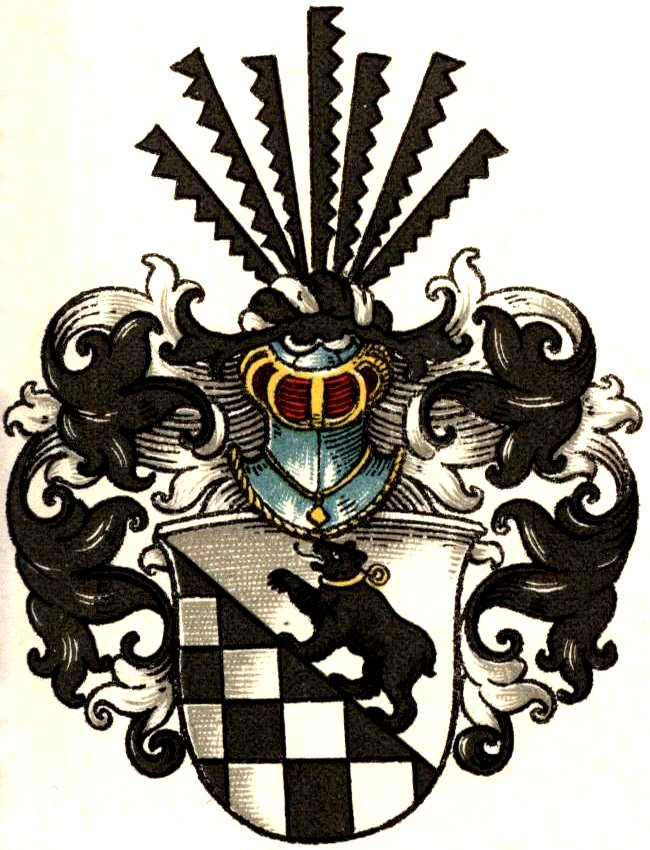
Jüngeres Wappen derer von Bar

Bar (auch Baer) ist der Name eines niedersächsischen Adelsgeschlechts aus dem Uradel des Osnabrücker Landes. Zweige der Familie bestehen bis heute. Wegen der Namens- und Wappengleichheit wird eine Stammesverwandtschaft zum Adelsgeschlecht derer von Behr vermutet.

## Geschichte
Die Familie erscheint urkundlich erstmals im Jahr 1204 mit dem Ministerialen Hugo Bere oder Ursus (lat.: Bär). Vermutlich handelt es sich bei ihm um einen von vier Söhnen des Eberhard Bere, der Ende des 12. Jahrhunderts im Gefolge Heinrichs des Löwen auftrat. Die anderen drei Söhne waren vermutlich Werner (erwähnt 1259), Lippold (erwähnt 1224/25) und Hugold (erwähnt 1231), welche als Stifter der drei Zweige der Familie von Behr gelten. Sie wurden namentlich als Bere (bzw. auf Urkundenlatein Ursus) erwähnt und führten den schwarzen Bären im Wappen. Es besteht jedoch keine Verwandtschaft zu den Grafen und Herzögen von Bar in Lothringen.
Die Herren von Bar stellen seit dem 14. Jahrhundert den Erblanddrosten des Bistums Osnabrück und des späteren Fürstentums Osnabrück.
1259 wird der Ritter Hugo Bar als Ministeriale des Hochstifts Osnabrück auf Burg Stockum in Bissendorf erwähnt. Stammsitz seit 1341 ist die malerische Wasserburg Alt Barenaue, später Hassebrock, Blankenburg, Bruchhausen und seit 1862 Schloss Neu Barenaue in Bramsche. Alt- und Neu-Barenaue befinden sich bis heute im Besitz der Familie.
1884 erbte Otto von Bar zu Barenaue das Gut Langelage (Ortsteil von Bohmte) von den Grafen zu Münster. Langelage hatte bereits um 1445 den Bar gehört und war dann um 1683 von der Familie von Oer erworben worden, von denen es die Münster 1764 geerbt hatten. Langelage ist noch im Besitz derer von Bar.
1892 kam auch das Gut Klein Siemen, bei Kröpelin, in Mecklenburg an die Familie, sie wurde 1945 enteignet.
Über die Witwe des Otto von Pestel, die 1922 in zweiter Ehe Ludwig von Bar heiratete, gelangte das Rittergut Bruche an die Familie von Bar, die es bis heute besitzt.

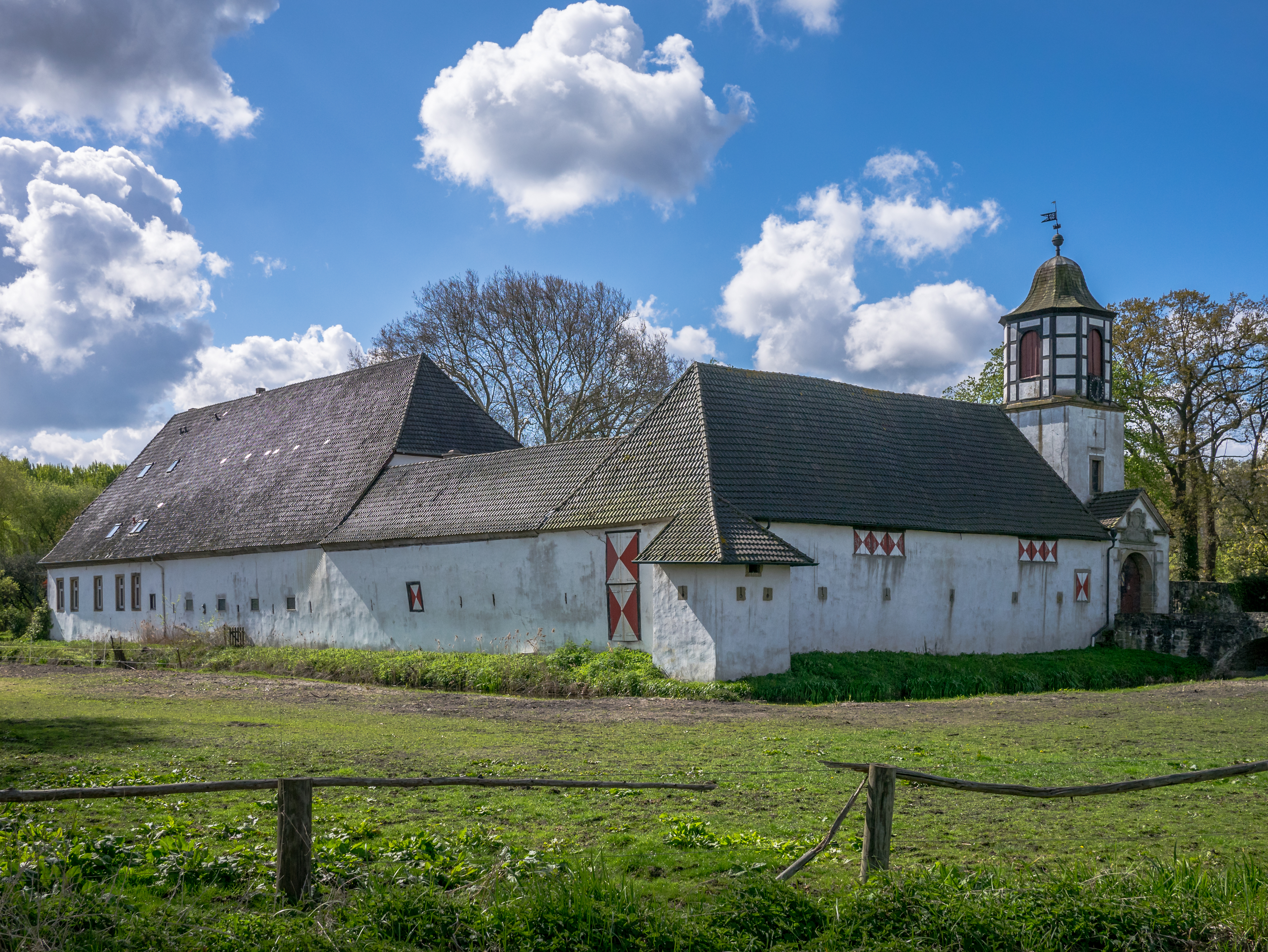
Wasserburg Alt Barenaue
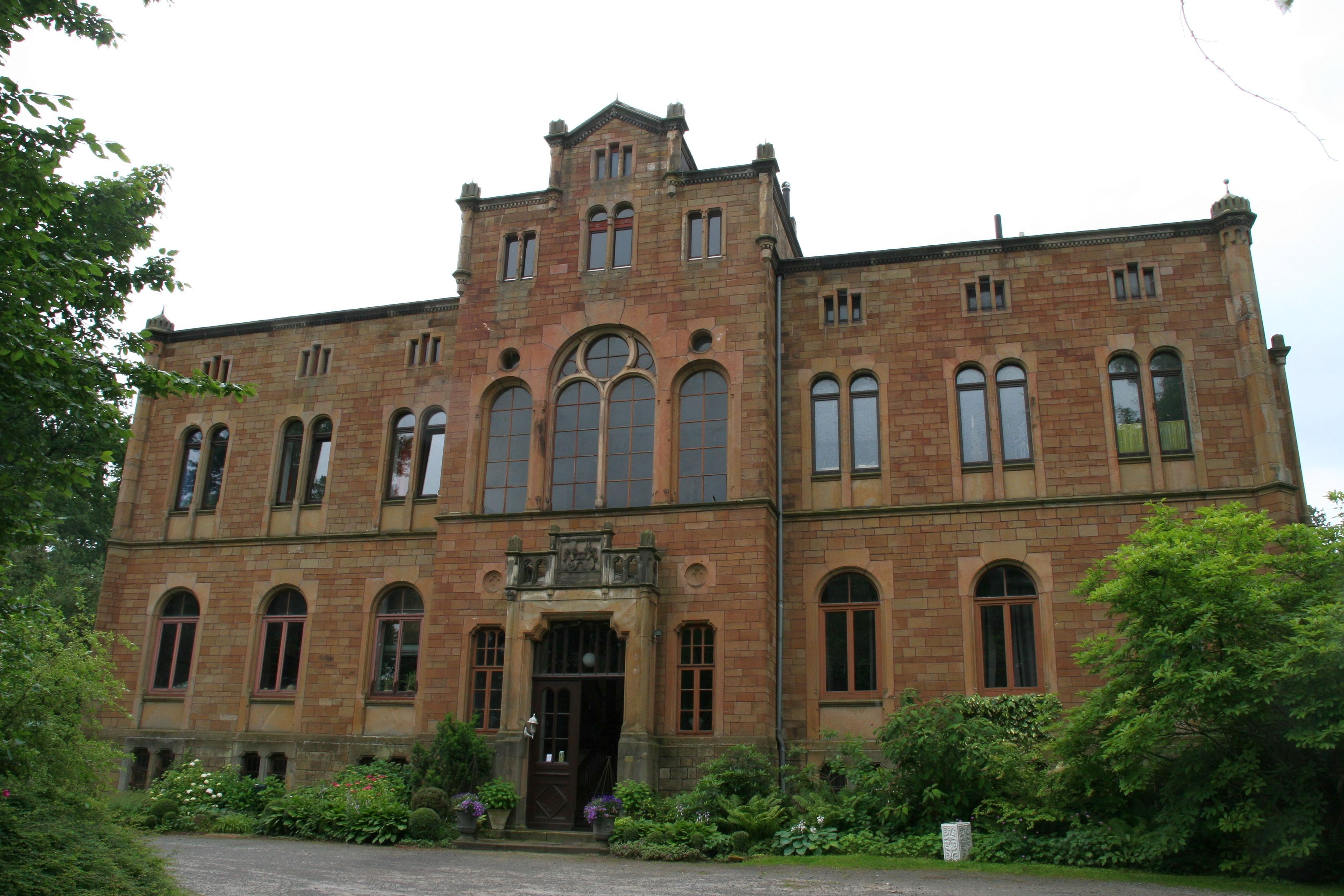
Schloss Neu Barenaue
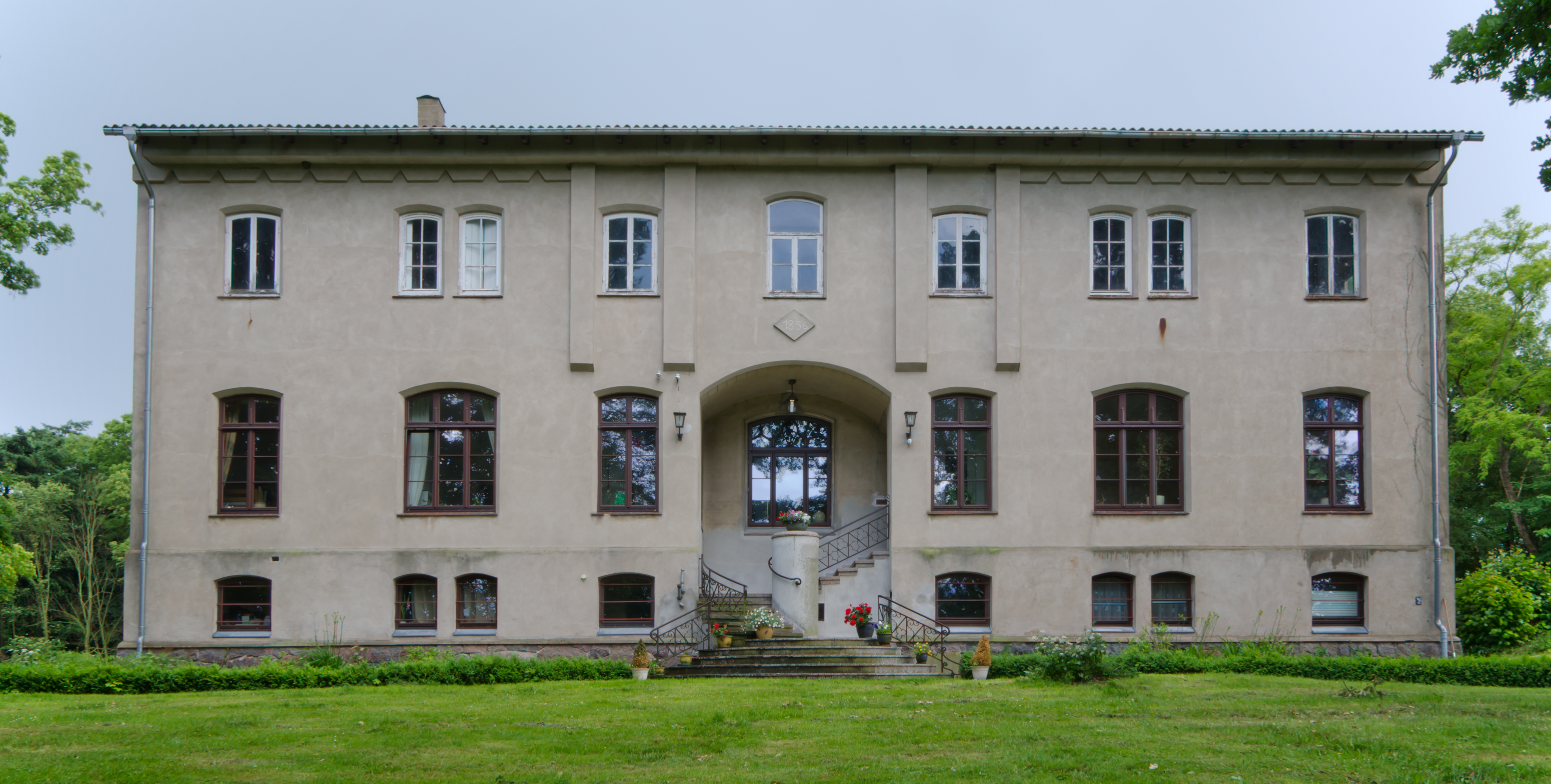
Gutshaus Klein Siemen, Mecklenburg
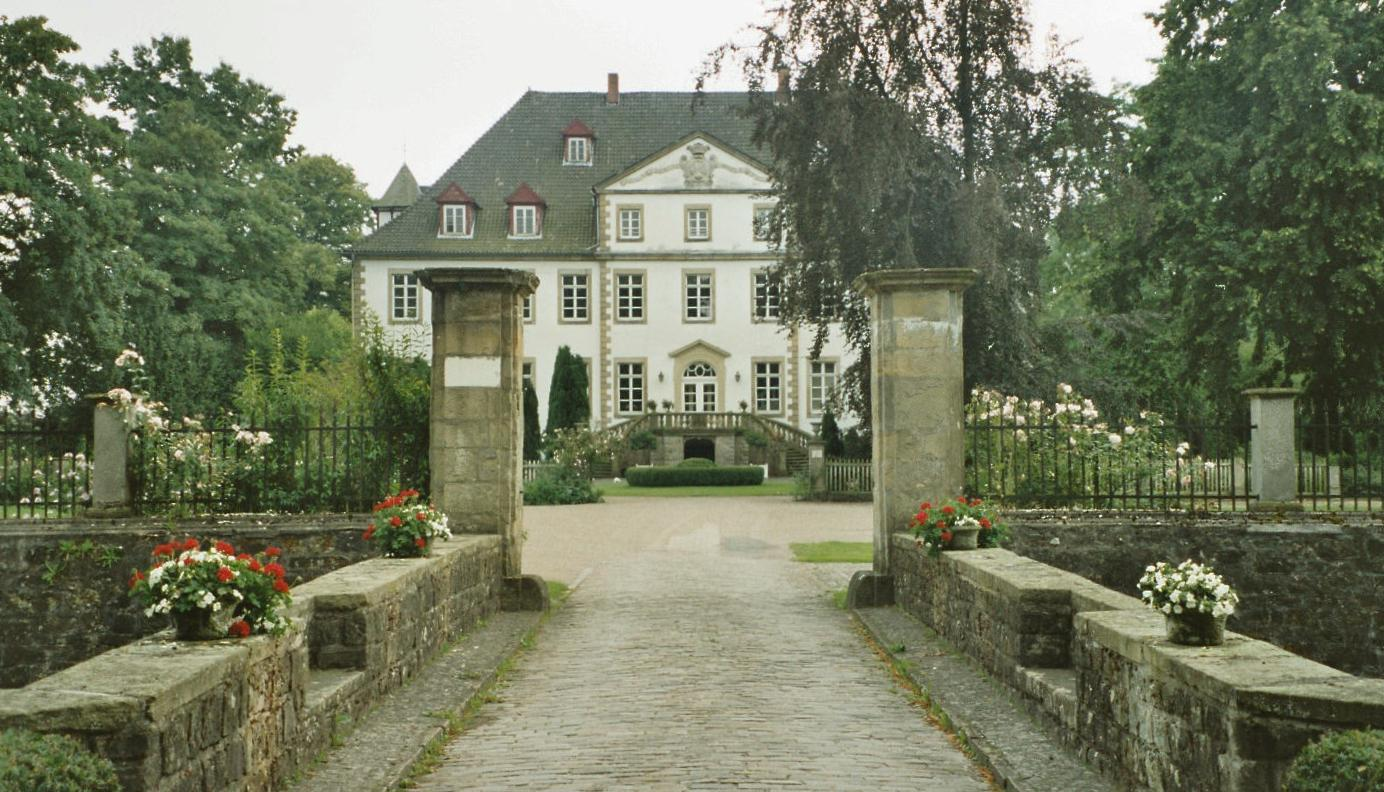
Rittergut Bruche

## Wappen

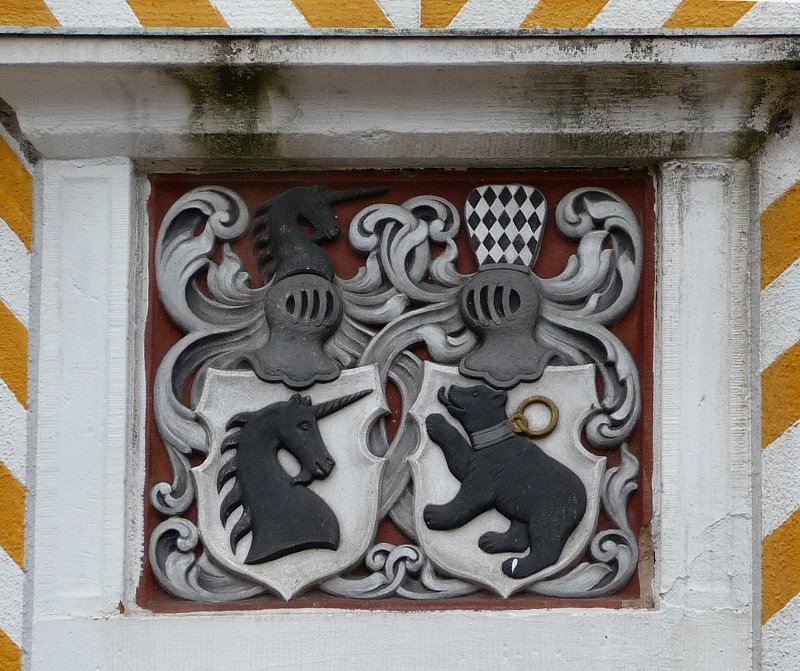
Wappen der Familien von Leden und von Bar am Palas des Ledenhofes in Osnabrück

Blasonierung: Das Stammwappen zeigt in Silber einen schwarzen Bären. Das später gebräuchliche Wappen zeigt in Silber einen auf schrägrechts schwarz-silbernem Schach klimmenden schwarzen Bären mit goldenem Halsband. Auf dem Helm mit schwarz-silbernen Decken ein Bündel schwarzer Kerbstöcke.

## Bekannte Familienmitglieder
- Heinrich Sigismund von Bar (* 1655; † 1721): studierte in Gotha, Jena und Erfurt; Gutsverwalter in Barenau (ab 1690); löste ab Mai 1709 Albrecht Andreas von Ramdohr als Verwalter der Güter der Prinzessin von Ahlden ab und blieb in diesem Amt bis 1721[7]
- Georg Ludwig von Bar (1701; † 1767): Domherr, Schriftsteller
- Herbord Sigismund Ludwig von Bar (* 1763; † 1844): Präsident der Provinzialregierung zu Osnabrück und des ersten allgemeinen hannoverischen Landtags
- Ludwig Erich German von Bar (* 1805; † 1875): hannoverscher Staats- und Justizminister
- Carl Georg Ludwig von Bar (* 1808; † 1882): deutscher Jurist, Landdrost zu Hildesheim und Hannover
- Carl Ludwig von Bar (* 1836; † 1913): deutscher Straf- und Völkerrechtslehrer
- Hugo von Bar (* 1840; † 1918): Landschaftspräsident, Erbdrost des Fürstentums Osnabrück
- Bruno von Bar (* 1884; † 1945), letzter Gutsbesitzer auf Klein-Siemen bei Kröpelin,[8] Oberstleutnant
- Ludwig von Bar (* 1886; † 1928): preußischer Landrat des Kreises Melle
- Christian von Bar (* 1952): deutscher Jurist und Universitätsprofessor